# This Girl (Kungs vs Cookin’ on 3 Burners-dal)
A This Girl című dal a francia zenei producer Kungs (Valentin Brunel) és az ausztrál funk trió Cookin’ on 3 Burners közös dala, mely 2016 február 19-én jelent meg a Barclay Recordsnál.
A dal eredeti változata 2009-ben jelent meg a trió Soul Messin című albumán, illetve 7" inches kislemezen is kiadták. Az eredeti változatban csakúgy, mint a 2016-os verzióban is, Kylie Auldist vokálozik. Franciaországban 12-es bakelit lemezen is megjelent.  A dal az egész világon sikeres lett, és több slágerlistára is felkerült, úgy mint a Billboard listára, ahol a 48. helyen végzett, illetve szerepel a 100 Best Pop Songs of 2016 listáján is.

## Videóklip
A videóklipet Kükládok görög szigetcsoporton forgatták, majd 2016 március 24-én felkerült a YouTube csatornára is. A klipet Matt Larson rendezte a La Main Productions berkein belül. A videóban Louis Rault és Irina Martynenko modellek szerepelnek, akik egy tengerjáró hajón találkoznak először, majd később egy pár lesznek, akik a hálószobában táncolnak. A hajó miután eléri a partot, a fiú és a lány végigjárják a partot, később felfedeznek egy barlangot is, ahol szintén táncra perdülnek. A videóklip 2016 augusztusában elérte a 100 milliós nézettséget a YouTube csatornán.

## Megjelenések
7" kislemez (2009)
 Freestyle Records FSR 7057
- This Girl - 3:42
- Four N' Twenty - 3:10

12" bakelit (2016)
 Sound of Barclay 479 041 1
- A1 This Girl (Extended Mix)- 4:02
- A2 This Girl (Fabich Remix)- 4:20
- B1 This Girl (Betical Remix)- 4:17
- B2 Milos 3:36

CD EP (2016)
 Sound of Barclay 479 4403
1. This Girl (Radio Edit) - 3:16
2. Milos - 3:36

featuring Kungs Vs Cookin’ on 3 Burners

## Slágerlisták
| Slágerlista (2016)                        | Legmagasabb pozíció |
| ----------------------------------------- | ------------------- |
| Argentina (Monitor Latino)                | 2                   |
| Ausztrália (ARIA)                         | 17                  |
| Ausztria (Ö3 Austria Top 40)              | 2                   |
| Belgium (Ultratop 50 Flanders)            | 3                   |
| Belgium (Ultratop 50 Wallonia)            | 1                   |
| Brazília (Hot 100 Airplay)                | 3                   |
| Kanada (Canadian Hot 100)                 | 8                   |
| Kanada AC (Billboard)                     | 30                  |
| Kanada CHR/Top 40 (Billboard)             | 5                   |
| Kanada Hot AC (Billboard)                 | 13                  |
| Csehország (Rádio Top 100)                | 3                   |
| Csehország (Singles Digitál Top 100)      | 4                   |
| Dánia (Tracklisten Top 40)                | 9                   |
| Finnország (Latauslista)                  | 16                  |
| Franciaország (Single Top 100)            | 1                   |
| Németország (Media Control Charts)        | 1                   |
| Magyarország (Dance Top 40)               | 2                   |
| Magyarország (Rádiós Top 40)              | 1                   |
| Magyarország (Single Top 40)              | 2                   |
| Írország (IRMA)                           | 3                   |
| Izrael (Media Forest)                     | 2                   |
| Olaszország (FIMI)                        | 6                   |
| Latvia (Latvijas Top 40)                  | 1                   |
| Lebanon (Lebanese Top 20)                 | 13                  |
| Mexico (Monitor Latino)                   | 2                   |
| Mexico Ingles Airplay (Billboard)         | 1                   |
| Hollandia (Top 40)                        | 3                   |
| Hollandia (Single Top 100)                | 3                   |
| Új-Zéland (Recorded Music NZ)             | 22                  |
| Norvégia (VG-lista)                       | 20                  |
| Lengyelország (Polish Airplay Top 20)     | 4                   |
| Romania (Media Forest)                    | 5                   |
| Russia Airplay (Tophit)                   | 1                   |
| Skócia (Scottish Singles Top 40)          | 1                   |
| Szlovákia (Rádio Top 100)                 | 3                   |
| Szlovákia (Singles Digitál Top 100)       | 1                   |
| Slovenia (SloTop50)                       | 4                   |
| Spanyolország (PROMUSICAE)                | 8                   |
| Svédország (Sverigetopplistan)            | 8                   |
| Svájc (Schweizer Hitparade)               | 6                   |
| Egyesült Királyság (UK Dance Chart)       | 1                   |
| Egyesült Királyság (UK Singles Chart)     | 2                   |
| US Billboard Hot 100                      | 26                  |
| US Hot Dance/Electronic Songs (Billboard) | 7                   |
| US Adult Top 40 (Billboard)               | 22                  |
| US Hot Dance Club Songs (Billboard)       | 10                  |
| US Mainstream Top 40 (Billboard)          | 15                  |
| US Rhythmic (Billboard)                   | 21                  |